# Kraljevska kurija
Kraljevska kurija (lat. Curia Regia) je bilo vrhovno sudište za Ugarsku i Hrvatsku. Ova je kurija nastala 1723. godine. Reformom cara i kralja Karla VI. od te godine bila je podijeljena na dva suda: Sud sedmorice (Tabula Septemviralis) i na Kraljevski sud (Kraljevski sudbeni stol, Banski stol) (Tabula Regia Iudiciaria). Sjedište ovog suda bilo je u Pešti od 1723. do 1849. godine.
Sud prve molbe bio je Kraljevski sudbeni stol. Utoke na presude Banskog stola i Kraljevskog sudbenog stola upućivale su se na Stol sedmorice. U kaznenim predmetima kralj mogao je udijeliti pomilovanje.